# Isabella Biagini

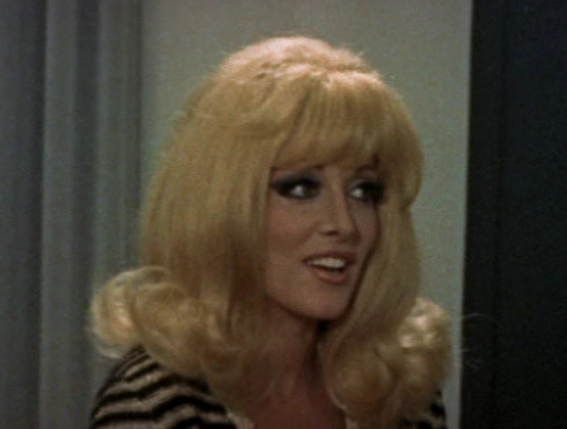
Isabella Biagini (1969)

Isabella Biagini (eigentlich Concetta Biagini; * 8. Dezember 1940 in Rom; † 14. April 2018 ebenda) war eine italienische Schauspielerin, Radiosprecherin und Model.

## Leben
Bereits in jungen Jahren begann Biagini ihre Karriere beim Radio und als Model; so war sie 1956 Teilnehmerin der Wahl zur Miss Italia, arbeitete als Radioschauspielerin und bekam Aufträge, bei denen sie für Werbekampagnen fotografiert wurde. Zudem besetzte sie Michelangelo Antonioni für eine Rolle in Die Freundinnen. Während der 1960er Jahre fand sie zahlreiche Gelegenheiten, beim Radio, für das Fernsehen und für Fotoromane zu arbeiten. Dabei gelang es ihr, in Fernsehshows und musikalischen Komödien ihre komische Seite zu betonen und war damit nicht nur als schmückendes Beiwerk, sondern auch als Imitatorin gefragt. Im Kino hingegen wurde sie (fast alle ihre Filme waren Commedie all'Italiana) meist auf die blonde, vollbusige und wenig intelligente Femme Fatale festgelegt. Den Großteil ihrer Filme drehte sie bis Ende der 1970er Jahre. 1992 spielte sie im erfolgreichen Stück „Agenzia matrimoniale“ von Marta Flavi Theater. Nach nur wenigen Rollen im darauffolgenden Jahrzehnt war sie 1996 nach fast zehnjähriger Pause wieder in einer Kinorolle (in Anna Di Franciscas La bruttina stagionata) zu sehen und ließ bis ins Jahr 2000 drei weitere Auftritte folgen.
1981 war Biagini in der italienischen Ausgabe des Playboy zu sehen.
Privat engagierte sich Biagini für Obdachlose und Armutsopfer. Ihre Tochter Monica starb 1999 an einer Herzkrankheit. Biagini war drei Mal verheiratet.

## Filmografie (Auswahl)
- 1956: Die Freundinnen (Le amiche)
- 1965: So ein Windhund (Slalom)
- 1969: Josefine, das liebestolle Kätzchen
- 1973: Wer macht was mit wem, und warum nicht mit mir? (Maria Rosa la guardona)
- 1974: Ich polier dir deine Glatze (Colpo in canna)
- 1975: Das Mädchen mit der Korallenhaut (La ragazza dalla pelle di corallo)
- 1976: Der Dreh mit dem Millionencoup (Gli amici di Nick Hezard)
- 1977: Mit der Pille um so toller (La ginecologa della mutua)
- 1980: Die Mausefalle im Stundenhotel (La cameriera seduce i villeggianti)
- 1986: Im Kaufhaus ist die Hölle los (Grandi magazzini)
- 2000: Il segreto del giaguaro